# Eric Harrison (labdarúgó)
Eric George Harrison, MBE (1938. február 5. – 2019. február 13.) angol labdarúgó, edző. Pályafutása során kisebb angol csapatokban játszott középpályásként. Visszavonulása után edzőként előbb az Everton, majd a Manchester United utánpótlásában dolgozott. Ő volt David Beckham, Ryan Giggs, Paul Scholes és Gary Neville nevelőedzője. 2018-ban a Brit Birodalom rendjének tagja kitüntetést vehette át.

## Pályafutása játékosként
Harrison pályafutása során a Halifax Townban töltötte a legtöbb időt, 1957 és 1964 között 199 bajnoki mérkőzésen lépett pályára a klub színeiben. Ezt követően a Hartlepool United és a Barrow játékosa volt, utóbbi csapattal 1967-ben feljutott az angol harmadosztályba. Két évig a Southport játékosa volt, majd visszatért a Barrowhoz, amelynek színeiben összesen 162 bajnoki mérkőzésen jutott szóhoz. Pályafutását 1972-ben a Scarborough csapatában fejezte be, majd visszavonulása után edzőként dolgozott tovább.

## A Manchester Unitednél
Az akkoriban az Evertonnál dolgozó Harrisont 1981 júniusában Ron Atkinson hívta a Manchester Unitedhez, akivel még a Brit Királyi Légierőnél szolgált együtt. Harrison vette át az ifjúsági csapat vezetését. 1986-ban Alex Ferguson került a csapat élére, de ő is megtartotta az utánpótlás élén Harrisont. Ferguson elégedetlen volt a klub utánpótlásából érkező játékosok mennyiségével, és megegyezett Harrisonnal, hogy a klub megfigyelő hálózatát a háromszorosára növelik. "Jól van, megcsináljuk. Jobb minőségű játékosokat kapsz, és több fiatalt az első csapathoz." mondta Harrison.
Harrison volt a nevelőedzője a később '92-es osztály vagy Fergie-fiókák néven elhíresült korosztályos csapatnak, amelynek több tagja később a Manchester United legendás játékosa lett. Ezek közé a játékosok közé tartozott David Beckham, Ryan Giggs, Nicky Butt és Gary Neville, míg Robbie Savage más csapatok színeiben játszott több száz Premeir League-mérkőzést és lett 39-szeres walesi válogatott. Harrison vezetésével a csapat megnyerte az 1992-es FA Youth Cup sorozatot. 1993-ban Harrisonnak köszönhetően került az első csapathoz Paul Scholes, Phil Neville és Keith Gillespie, míg 1995-ben ugyancsak megnyerte ificsapatával az FA Youth Cupot. 2008-ban fejezte be munkáját a Manchester Unitednél.

## Kései évek
Harrison négy évig Mark Hughes segítője volt a walesi válogatottnál. 2014-ben demenciát diagnosztizáltak nála, ezt követően otthoni ápolásra szorult. 2018-ban a Brit Birodalom rendjének tagja kitüntetést vehette át. 2019. február 13-án hunyt el, 81 éves korában.